# Two (serie de televisión)
Two (traducido: Dos) es una serie de televisión dramática que se produjo en Canadá entre 1996 y 1997. Tiene una temporada y un total de 22 episodios. Sus protagonistas principales son Michael Easton y Barbara Tyson.

## Argumento
Gus McClain es un profesor universitario cuya vida es perfectamente idílica. Tiene un buen trabajo, buenos amigos y una esposa cariñosa llamada Sarah McLain. Un día, las cosas cambian para Gus cuando descubre que suceden todo tipo de cosas extrañas, y sus amigos le cuentan su comportamiento inusual, de lo que él no tiene ni idea.
Finalmente un día su mujer es asesinada y le acusan de ello. Adicionalmente le acusan de haber cometido otros tres asesinatos. Es arrestado y luego liberado por alguien con una aparencia idéntica. Descubre entonces que tiene un gemelo llamado Booth Hubbard, que conocía de su existencia desde hacía tiempo. 
Su vida en comparación suya fue infernal. Adicionalmente tiene un tumor en el cerebro, lo que significa que va a morir pronto. Está decidido a destruir a su hermano por envidia y obligarle a vivir su vida para siempre. Para ello cometió esos asesinatos y le incriminó al respecto.  
Desde entonces tiene que huir del FBI, que está convencido de que es el asesino y probar su inocencia destapando a Booth, que oficialmente no existe. Es perseguido por la agente del FBI Theresa Carter, cuyo compañero fue asesinado por Booth, lo que la motiva mucho en cogerlo. Es ayudado en ello por el agente del FBI Andrew Forbes. 

## Reparto
| Actor           | Personaje      | Descripción |
| --------------- | -------------- | --- |
| Michael Easton  | Gus McClain    | Gus McClain es un profesor de universidad que es acusado injustamente por haber cometido cuatro asesinatos. Es un fugitivo y busca probar su inocencia. Sabe que el asesino es su hermano Booth Hubbard, de cuya existencia no sabía. (22 episodios)                                                                       |
| Michael Easton  | Booth Hubbard  | Booth Hubbard es un asesino múltiple, que mata por diversión sin importarle a quien mata. El hecho de que va a morir y que tuvo una vida infernal contribuyó a ello. Incriminó a su hermano gemelo de los crímenes por envidia y quiere destruir su alma y convertirlo en él, motivado también por envidia. (22 episodios) |
| Barbara Tyson   | Theresa Carter | Theresa Carter, apodada Terry, es una agente del FBI muy capaz, que tuvo un compañero que mató Booth Hubbard. Piensa que es Gus McClain y va por ello a por él. También está motivada por el hecho de que siempre le escapa, convirtiéndose así en su primer fracaso en su trabajo. (21 episodios)                         |
| Lochlyn Munro   | Andrew Forbes  | Andrew Forbes es un agente del FBI que trabaja para Carter. Está enamorada a escondidas de ella y está dispuesto a hacer casi todo por ella. (6 episodios) |
| Allison Hossack | Sarah McLain   | Sarah McLain es la mujer de Gus. Es asesinada por Booth para destruir la vida de Gus, cosa que consigue. Eso desencadena la lucha entre ambos. (2 episodios) |

## Producción
La serie se produjo en Vancouver, Canadá. Stephen J. Cannell escogió ese lugar, porque lo vio como un sitio ideal y rentable para hacer la serie tanto en la ciudad como en los alrededores sin tneer que gastar mucho dinero al respecto.

## Recepción
Solo hubo una temporada de la serie. Después de esa temporada de 22 episodios la serie fue cancelada por haber tenido fracaso en la audiencia.